# آن بوتنام، الابنة (محاكمات السحر في سالم)
Ann Putnam آن بوتنام (18 أكتوبر تشرين الأول، 1679-1716)، والمعروفة باسم آن بوتنام الابنة، جنبا إلى جنب مع اليزابيث باريس، ماري والكوت، ميرسي لويس وأبيغيل وليامز، كن شاهدات مهمات في محاكمات السحر في سالم من ولاية ماساتشوستس خلال وقت لاحق من القرن 17 المستعمرة الأمريكية.
ولدت في 1679 في قرية سالم، مقاطعة إسيكس، ماساتشوستس، وكانت الابنة الكبرى لتوماس (1652-1699) وآن (بالولادة كار) بوتنام (1661-1699).
وكانت صديقة لبعض الفتيات اللاتي أدعين بأنهن مصابات بالسحر، في مارس 1692، أعلنت بأنها مصابة.
وأدت هذه الاتهامات في إعدام العديد من الأشخاص.
في 1706، اعتذرت آن بوتنام علنا بالنسبة للجزء الذي قامت به في محاكمات السحر.
أرغب في أن أتواضع أمام الله للحزن والاذلال الذي حل على عائلة والدي في العام حوالي اثنين وتسعين. أني، كما جرى في طفولتي، أبغى، عناية الله من هذا القبيل، أن تكون أداة للمتهمين عن الجرائم الخطيرة، التي أخذت حياتهم بعيدا عنهم، والآن لدي أسباب عادلة وحسنة أسباب تدعو إلى الاعتقاد أنهم أشخاص أبرياء. وأنه كان الوهم كبيرا من الشيطان الذي خدعني في ذلك الوقت المحزن، حيث بالعدل أخشى أني قد لعبت دوراً أساسياً، مع الآخرين، من خلال جهل ومن دون قصد، لأجلب على نفسي وهذه الأرض ذنب دماء الأبرياء. على الرغم من ما قيل أو فعل من قبلي ضد أي شخص، ويمكنني حقا وبصدق أن أقول، أمام الله والبشر، أني فعلت هذا ليس من غضب أو حقد، أو سوء نية إلى أي شخص، لم يكن لدي أي شيء من هذا القبيل ضد أي واحد منهم؛ ولكن ما فعلته كان عن جهل، وخدعت من قبل الشيطان.بشكل خاص، كما كنت أداة مهمة بأتهام الزوجة الجيدة نورس وأختيها، أتمنى أن أدفن في التراب، وأتسول بجدية مغفرة الله، من كل ذلك حتى الذين قد سببت لهم القليل من الحزن والإهانة، الذين اتخذت علاقاتهم بعيدا أو متهمين.

عندما توفي كلا والديها عام 1699، تُركت آن لتربي أشقائها التسعة الباقين على قيد الحياة.
ولم يسبق لها أن تتزوج.

توفيت في 1716 ودفنت مع والديها في قبر في دانفرس، ماساتشوستس.

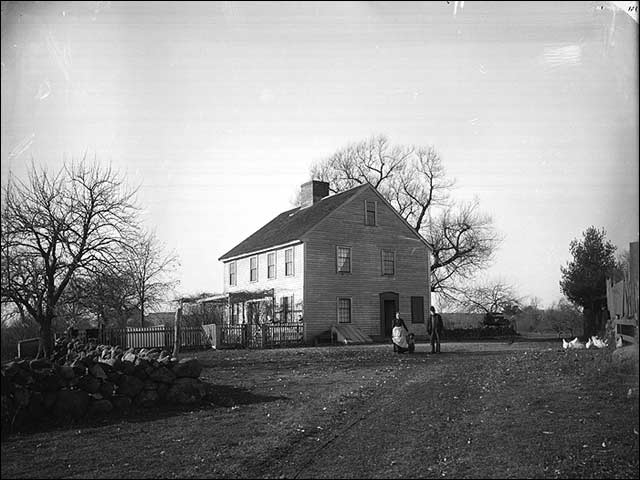
بيت آن بوتنام الابنة (في الوقت الحاضر دانفرس، ماساتشوستس) حوالي عام 1891

كان لديها ابن عم أُزيح من الجنرالات إسرائيل وروفوس بوتنام.
في مسرحية آرثر ميلر في البوتقة The Crucible، اسمها روث، لتجنب الخلط بينها وبين والدتها، آن بوتنام (الأم)